# 鄭義溶
鄭 義溶（チョン・イヨン、チョン・ウィヨン、韓国語: 정의용、1946年4月14日 - ）は、大韓民国の外交官、政治家。同国外交部長官（外相）、韓国大統領府（青瓦台）国家安保室長、外交安保特別補佐官を歴任した。
本貫は延日鄭氏。ソウル特別市出身。元国家情報院長官、朴槿恵政権の大統領秘書室長の李丙琪は従兄弟（2人の母親は姉妹）、米国のCIAコリア・ミッションセンター長のアンドリュー・キムは従甥（従姉妹の息子）。

## 来歴

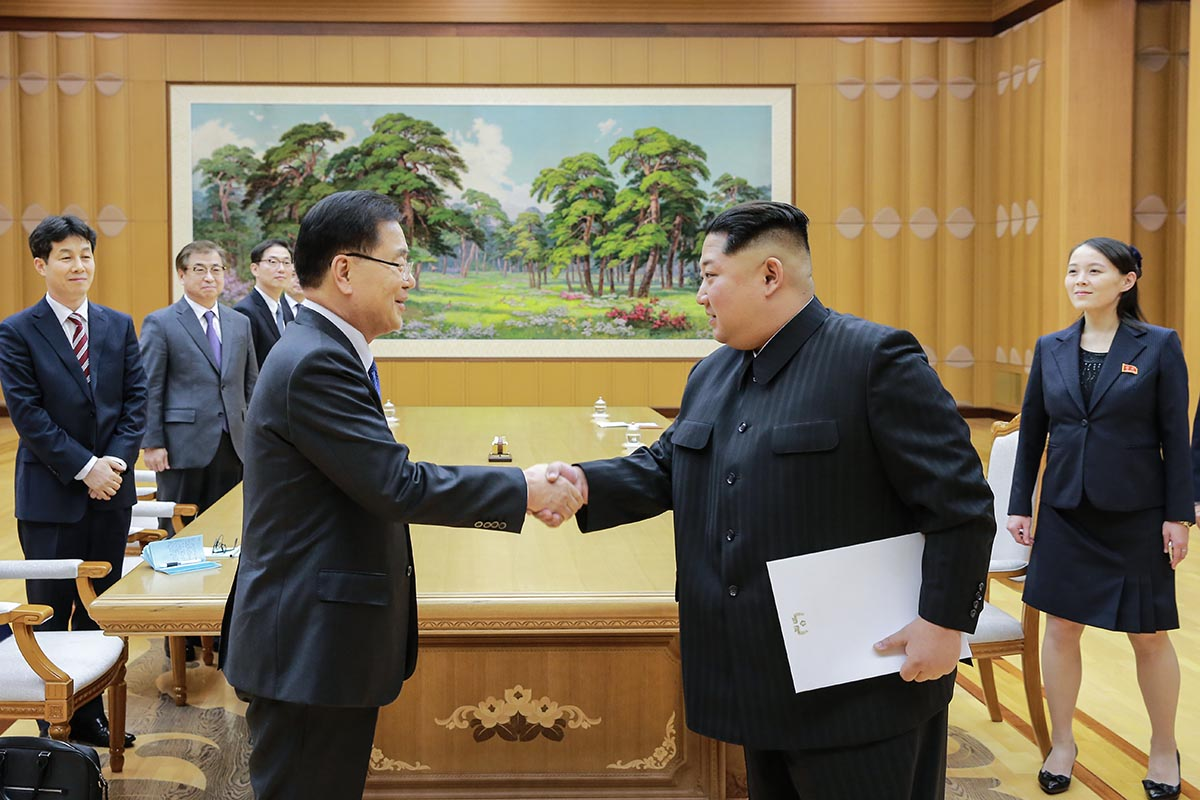
鄭義溶と金正恩（2018年3月5日）

ソウル大学校、ハーバード大学卒業、海軍将校出身。1971年に外務部（現・外交部）入省。外務部通商局長、駐米国大使館公使、駐イスラエル大使、駐ジュネーブ代表部大使、国際労働機関理事会議長を経て2004年5月から2008年5月まで国会議員（盧武鉉政権与党のウリ党→大統合民主新党→統合民主党）。2017年5月21日から文在寅政権の大統領府（青瓦台）国家安保室長。多国間外交、通商交渉、国際協力などの分野で実績があり選挙中より文陣営（共に民主党）の外交安保政策ブレーンとして活動した。
2020年6月16日北朝鮮が開城工業地区内の南北共同連絡事務所の爆破を行ったことにより南北関係の悪化が懸念されることになった。そのため大統領府が外交安保関係人事の一新を図り7月3日の発表により国家安保室長を退任し大統領外交安保特別補佐官に就任した（後任者は国家情報院長の徐薫）。
2021年2月9日より前任の康京和に代わり外交部長官に就任。2022年5月12日に朴振が後任に任命され外交部長官を退任した。
2023年2月28日、2019年に北朝鮮の船員2人を亡命の意思に反して強制送還したとして、文在寅政権時代の他の高官3人と共に職権乱用の罪などで在宅起訴された。
2025年2月19日、ソウル中央地裁は鄭に懲役10月の宣告猶予判決を言い渡した。他の3人についても宣告猶予とした。2年間、別の事件で有罪判決を受けなければ、刑事罰を免れるだけでなく有罪判決自体が消滅する。

## 外交政策
2018年3月5日、韓国大統領府の特使団の代表として特別機で北朝鮮に派遣されて金正恩朝鮮労働党委員長（国務委員長）と面会して南北首脳会談の開催で合意した。それまで最高指導者就任後の金正恩は外国の政府要人との面談は中国と4回、キューバと2回、シリアと1回の計7回しかなかったために極めて異例とされる。8日には訪米し、ドナルド・トランプ大統領の米朝首脳会談の受け入れも発表したが、北朝鮮からの公式な反応は無かった。このためマイク・ポンペオ国務長官は、鄭義溶が持ち込んだメッセージに疑念を持ち、鄭を「嘘つき」呼ばわりしたと報道された。
3月12日には中華人民共和国を訪れて、習近平中国国家主席（中国共産党総書記）と会見。米朝首脳会談に向けた交渉での習近平国家主席（党総書記）の果たした重要な役割に謝意を述べるも、この際の座席配置が朝鮮戦争休戦協定の協議で国連軍の代表に低い椅子を与えた中国を想起させる「皇帝式接見」として韓国で物議を醸した。13日、ロシアを訪れてセルゲイ・ラブロフ外相と朝鮮半島問題で平和的な解決策を共に模索することで一致した。30日、中国の楊潔篪共産党政治局員が金正恩にとって最高指導者就任後初の首脳会談であった中朝首脳会談の報告で訪韓した際に面談し、南北首脳会談・米朝首脳会談の開催が成功するように協力することで一致した。
2018年11月6日、徴用工裁判の判決に抗議する日本政府の姿勢に対して「日本政府が強硬な対応を続けると、わが政府も相応の対応を取らざるを得ない」との意見を表明している。
2019年11月4日、ASEAN+3首脳会議の控室で日韓首脳の面談が行われた。面談は、韓国側が準備した非公式なものであったが、後日、韓国大統領府は一方的に「歓談」の内容と現場の写真を発表。写真を撮影したとされる鄭をはじめとした韓国側担当者の姿勢は信義則に反するものとして、日本側担当者から非難する声があがった。

### 外交部長官
2021年1月20日、大統領府より次期外交部長官（外相）へ起用されることが発表された。2021年2月8日、人事聴聞会において人事案の経過報告書が与党単独で採択され、文在寅大統領が同日夕方に長官任命案を裁可。9日に外交部長官に就任した。なお、外交部長官就任時は既に75歳、しかも第5回外務試験合格で現役の外交官たちよりかなり早い時期に入省した者で、そして海軍将校出身のため、省内では鄭の就任後に仕事量が増え、康京和長官時代のワーク・ライフ・バランスが無くなる恐れがあるという緊張感が走った。
2021年3月31日、韓国政府は4月3日から中国の厦門で王毅外相と会談すると発表し、両国関係や朝鮮半島情勢など意見を交わすとした。これについて韓国の保守系メディアは、「韓国の外相がアメリカに先立って中国を訪問するのは異例だ」として、「米中両国のバランスをとりたい狙いがある」との見方を示している。
2021年9月22日、訪問先のニューヨークでブリンケン国務長官、茂木敏充外相による日米韓外相会談も行い、北朝鮮のミサイル問題、朝鮮戦争終結宣言などを議論した。続いて、茂木外相と日韓外相会談を行ったが、慰安婦や徴用工訴訟問題の議論は平行線に終わった。また、翌23日に米国外交問題評議会主催の会議で、米国・オーストラリア・日本とともに「対中ブロック」を形成するかどうかについての質問で、中国の「戦狼外交」を擁護する発言をしたため、韓国国内（野党「国民の力」）からも批判の声が上がった。
2022年2月12日、三カ国外相会談のためアメリカ合衆国ハワイ州を訪問。ホノルルで日本の林芳正外相と初の会談を行ったが懸案事項の協議は平行線で終わった。